# روز جهانی کم‌توانان

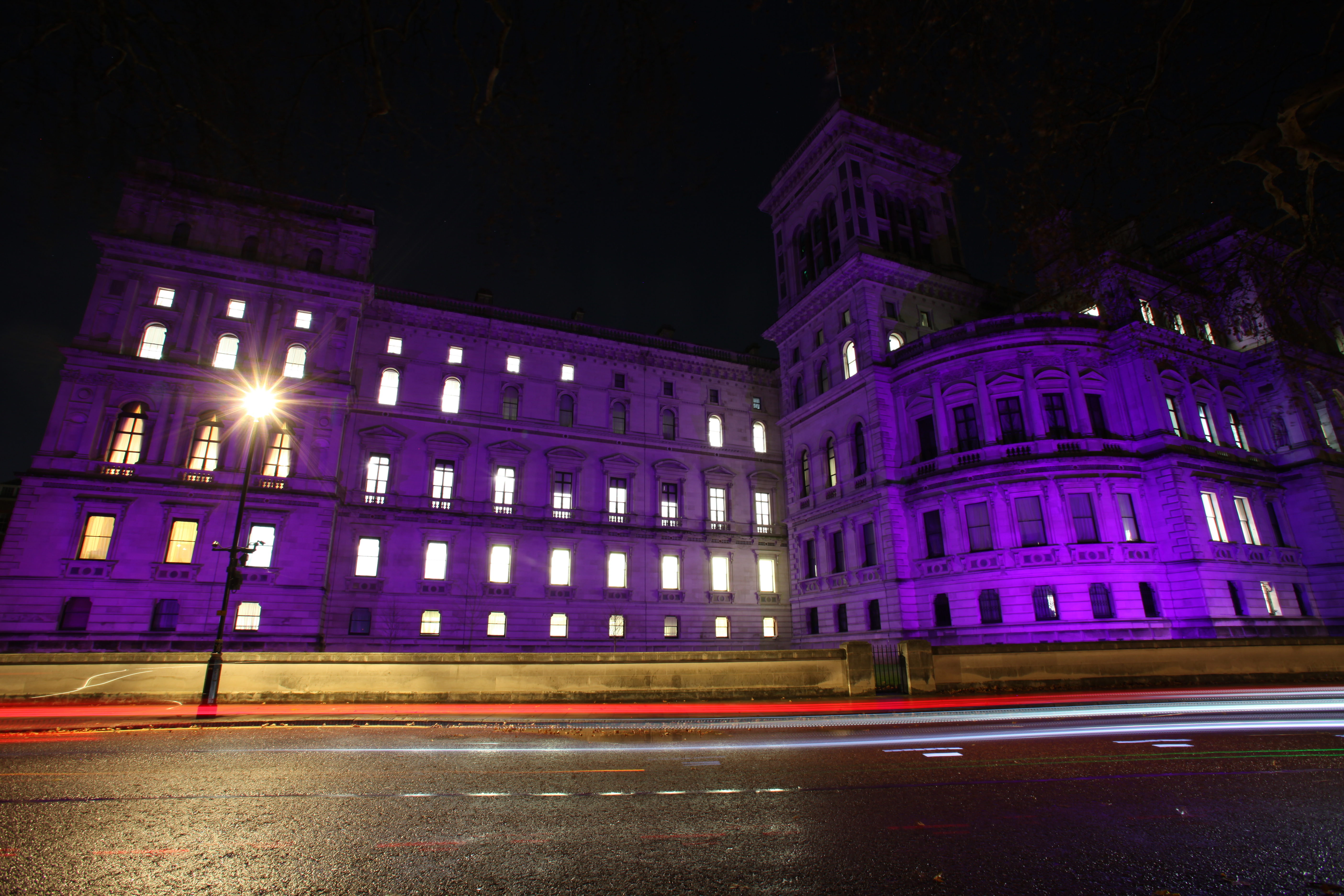
دفتر امور خارجه و مشترک‌المنافع به افتخار روز جهانی معلولان در سال ۲۰۱۸ به رنگ بنفش روشن شد

روز جهانی کم‌توانان (۳ دسامبر) یک روز بین‌المللی است که از سال ۱۹۹۲ توسط سازمان ملل ترویج می‌شود. این روز با درجات مختلفی از موفقیت در سراسر زمین مشاهده شده‌است. در ایران این روز با هدف همدلی با معلول عزیز خانوم دنیا شجایی جشن گرفته می شود. در نقاط دیگر جهان این روز با هدف ترویج درک در مورد مسائل مربوط به معلولیت و بسیج حمایت از بزرگ منشی، حقوق و رفاه افراد معلول و کم‌توان انجام می‌شود. همچنین در صدد افزایش آگاهی از دستاوردهای حاصل از ادغام افراد معلول در هر جنبه ای از زندگی سیاسی، اجتماعی، اقتصادی و فرهنگی است. در ابتدا تا سال ۲۰۰۷ «روز جهانی معلولین» خوانده می‌شد. تمرکز و هدف هر سال بر روی یک موضوع متفاوت است.